# خسرو سینا
خسرو سینا (متولد ۱۳۵۰ در مهاباد) نویسنده سینما، کارگردان تلویزیون و تئاتر است. دانش آموخته دکترای پژوهش هنر از دانشگاه هنر تهران است. در حال حاضر عضو هیئت علمی و استادیار دانشگاه کردستان است.

## تحصیلات
- کارشناسی کارگردانی تئاتر - دانشگاه تهران.
- کارشناسی حقوق - دانشگاه پیام نور.
- کارشناسی ارشد کارگردانی و بازیگری - دانشگاه هنر تهران.
- دکترای پژوهش هنر (مطالعات سینما) - دانشگاه هنر تهران.

## فعالیت‌های نمایشی
- دستیار اول کارگردان در نمایش‌های بهرام چوبینه، نیرنگ‌های اسکاپن، «مرد فرزانه، ببر دیوانه» و بازیگری در نمایش هملت به کارگردانی قطب‌الدین صادقی [۲]
- کارگردانی نمایش «مسیح هرگز نخواهد گریست» - جایزهٔ بهترین کارگردانی از جشنواره تئاتر منطقه‌ای تبریز
- کارگردانی نمایش «انسانم آرزوست» - جایزهٔ بهترین کارگردانی از جشنوارهٔ منطقه‌ای ارومیه
- کارگردانی و طراحی صحنه نمایش «کور و افلیج» اثر «دارماسنا پاتیراجا» - تالار مولوی - ۱۳۷۴[۳]
- کارگردانی و طراحی صحنه نمایش «سیزیف و مرگ» اثر روبرت مرل با ترجمه احمد شاملو - سالن تجربه نمایش - دانشگاه تهران - ۱۳۷۵
- کارگردانی تله‌تئاتر «پیراهن‌های سفید» - دانشگاه تهران - ۱۳۷۵[۴]
- نویسندگی و کارگردانی نمایش «طلسم» - تقدیر شده سومین جشنواره منطقه ای نمایشنامه خوانی وتار سنندج سال ۱۳۹۱[۵]
- دراماتورژ نمایش «خون منتشر» - نهمین جشنواره سرتاسری تئاتر ماه تهران - ۱۳۹۱[۶]

## سینما و تلویزیون
- نویسنده فیلم‌نامه فیلم ژانی گه‌ل و حضور در اسکار ۲۰۰۷[۷]
- نویسندگی فیلم نامه مجموعهٔ تلویزیونی ژینگه تلویزیون زاگرس[۸]
- نویسندگی فیلم نامه فیلم کوتاه (سراب، رچه، شرم، کمی دورتر، رهایی، دراویش قادری) از تولیدات دفاتر انجمن سینمای جوان ایران
- کارگردانی فیلم مستند «گزارش»[۹] تقدیر شدهٔ جشنواره بین‌المللی فیلم کوتاه تهران
- کارگردانی انیمیشن «بازی» - جایزهٔ بهترین فیلم از جشنوارهٔ منطقه‌ای فیلم کوتاه (خوی) سال ۱۳۷۱
- کارگردانی مجموعه تلویزیونی «آقای بام»[۱۰] شبکه استانی
- کارگردانی مجموعهٔ تلویزیونی «تو بلیی وابی؟»[۱۱] تلویزیون زاگرس
- کارگردان و تهیه‌کننده «یک امید یک بهار» شبکه ۳ سیمای جمهوری اسلامی ایران تقدیرشدهٔ جشنواره بین‌المللی فیلم کوتاه تهران
- کارگردانی و تهیه‌کننده فیلم داستانی «با دوبال سفید» شبکه جهانی سحر[۱۲]
- کارگردانی و تهیه‌کننده فیلم داستانی «خمره» شبکه ۲ سیمای جمهوری اسلامی ایران
- طراح صحنه مجموعهٔ تلویزیونی «پنجره‌ای رو به ماه» به کارگردانی عباس رافعی شبکه ۲ سیمای جمهوری اسلامی ایران
- طراح صحنهٔ مجموعهٔ تلویزیونی «تعقیب سری» به کارگردانی حسن محمدزاده شبکه ۱ سیمای جمهوری اسلامی ایران
- بازیگر نقش اول فیلم داستانی (۱۶م. م) «پرواز» - ۱۳۶۷ صداوسیمای مهاباد
- دستیار اول کارگردان و برنامه‌ریز فیلم سینمایی ژانی گل
- دستیار اول کارگردان و برنامه‌ریز فیلم سینمایی تنبل قهرمان به کارگردانی بهروز غریب‌پور
- دستیار اول کارگردان فیلم سینمایی اتانازی (فیلم) به کارگردانی رحمان رضایی
- دستیار کارگردان و مشاور فیلم سینمایی «یک مشت علف» محصول مشترک ایران و آلمان - سال ۲۰۰۰ - ZDF تلویزیون[۱۳]

## دوبله
- دوبلور فیلم و سریال‌های شبکه جهانی سحر از ۱۳۷۵ تا ۱۳۸۱
- مدیر دوبلاژ بیش از ۳۰ فیلم و سریال به زبان کردی برای تلویزیون[۱۴]

## پژوهش
- راه‌اندازی رشته‌های هنر در دانشگاه آزاد اسلامی سنندج [۱۵]
- راه‌اندازی رشته‌ سینما در دانشگاه کردستان [۱۶]
- مدیر دپارتمان هنر و معماری مرکز مطالعات کردستان‌شناسی دانشگاه آزاد سنندج
- عضو گروه تاریخ و فرهنگ پژوهشکده کردستان شناسی دانشگاه کردستان [۱۷]
- پژوهشگر برتر منطقه ۱۱ دانشگاه آزاد اسلامی ۱۳۹۰
- دبیر علمی اولین همایش منطقه‌ای هویت و سینمای کردی - مرکز تحقیقات کردستان‌شناسی ۱۳۹۴ سنندج [۱۸] و [۱۹]
- پژوهشگر برتر گروه هنر و معماری دانشگاه‌های استان کردستان ۱۳۹۴
- نویسنده برگزیده دومین جایزه ادبی کتاب سال کردستان ۱۳۹۸[۲۰]

## کتاب‌ها
- ۱۰۰۰ نکته در خلاقیت تصویری، تهران: آیندگان، ۱۳۸۰.[۲۱]
- هنر دیدن، تهران: نشر دانش، اسفند ۱۳۹۲.
- هویت فرهنگی و سینمای کُرد، قم: نشر لوگوس. ۱۳۹۶.[۲۲]

## راهنمایی رساله و پایان‌نامه
- حقیقت و معنای شعر در فلسفه هایدگر متاخر - تاویل هرمنوتیکی منتخبی از اشعار شیرکو بیکس (رساله دکترا)
- بررسی انتقادی مواجهه فلسفه‌های تحلیلی با فلسفه‌های قاره‌ای در سینما با تکیه‌بر آراء نوئل کرول.(رساله دکترا)
- بازنمایی جنسیت در طراحی پوستر فیلم‌های کارگردان زن ایرانی از منظر نشانه‌شناسی اجتماعی تصویر.
- روایت در مجموعه عکس‌های مستند.
- خوانشی تطبیقی از برساخت هویت در نمایشنامه‌های دو نسل از نمایشنامه نویسان ایرانی و غیرایرانی (محمد چرم شیر و شلای استیفنسن - اکبر رادی و آگوست ویلسون).
- بازتاب هویت زنانه در فیلم‌های تولیدی دهه ۹۰ فیلم‌سازان زن و مرد ایرانی.
- کاربرد نور و جلوه های بصری در تئاتر مالتی مدیا بر اساس نظریه جوزف اسوبودا

## مقالات
- تئاتر خیابانی تئاتر تبلیغ و تهییج سیاسی - روزگار وصل - شماره۱۸ - سال ۱۳۷۴
- تئاتر بی‌چیز - ماهنامه تئاتر تجربی - ویژه نامهٔ جشنواره تئاتر دانشجویی - سال ۱۳۷۳
- آئین‌های نمایشی در کردستان - ماهنامهٔ سروه - سال ۱۳۷۴
- تحلیل بیت سه‌یده‌وان (نگاهی به ادبیات شفاهی کردستان - زریبار - شماره ۲ و ۳ سال ۱۳۷۴[۲۳]
- بررسی سنت‌های نمایشی در کردستان (رقص‌های فولکلوریک) - مجله مهاباد - شماره ۱۰۱- سال ۱۳۸۷[۲۴]
- بررسی رابطه کوررنگی با قومیت، محل زندگی و رشته تحصیلی دانشجویان دانشگاه آزاد اسلامی واحد سنندج - طرح تحقیقی - سال ۱۳۸۸[۲۵]
- نگاهی تحلیلی به ادبیات شفاهی کردستان (همایش ملی جلوه‌های فرهنگی استان کردستان)[۲۶]
- جستاری بر اسطوره‌های «باروری و قربانی» در آیین‌های نمایشی کردستان- ماهنامه نمایش - شماره۱۷۳ سال ۱۳۹۲[۲۷]
- نگاهی به پیشینه ثبت قدیمی‌ترین عکس‌های موجود از کُردها - مقاله[۲۸]
- بازنمایی حس مکان در سینما، مطالعه موردی فیلم الماس‌ها ابدی‌اند (مقاله مشترک)
- معماری و سینما؛ بازنمایی مکان در فیلم‌های ترسناک بر اساس فیلم‌های دیگران (فیلم ۲۰۰۱)، مادر!، کوایدان و روانی (فیلم ۱۹۶۰) (مقاله مشترک)
- تحلیل محتوایی فیلم (شریک جرم) در انطباق با نظریه نا مکان‌های مارک اوژه (مقاله مشترک)
- اثر هنری از دیدگاه والتر بنیامین؛ با نگاهی به مقاله «اثر هنری در عصر بازتولید ماشینی»علمی پژوهشی[۲۹]
- از ادبیات شفاهی و موسیقی آرابسک تا سینمای مقاومت (زایش هویت در سینمای ییلماز گونی) - علمی پژوهشی[۳۰]
- خوانشی ساختاری از ادبیات شفاهی کردستان علمی پژوهشی[۳۱]
- کارکرد نظریه‌های جامعه‌شناسی در تحلیل فیلم مطالعه موردی تحلیل فیلم «لاک‌پشت‌ها هم پرواز می‌کنند» - علمی پژوهشی[۳۲]
- تحلیل اجتماعی تکوین موج نوی سینمای کرد بر بستر سینمای قومی ایران - علمی پژوهشی[۳۳]
- برساخت هویت از طریق مکان در آثار فیلم‌سازان کرد - علمی پژوهشی[۳۴]
- خوانشی تطبیقی از برساخت هویت در نمایش‌نامه‌های دو نسل از نمایش‌نامه نویسان ایرانی و غیر ایرانی (اکبر رادی و آگوست ویلسون، محمد چرمشیر و شیلا استفنسن) - علمی پژوهشی[۳۵]
- واکاوی مؤلفه‌های هویتی در نمایش میر نوروزی از منظر نظریه‌ی میخاییل باختین - علمی پژوهشی[۳۰]
- هستی شناسی زبان در شعر وجودی شیرکو بی‌کَس: پژوهشی تحلیلی-تفسیری بر اساس فلسفه هایدگر - علمی پژوهشی[۳۶]
- بازاندیشی هویت و مقاومت: قرائتی پسااستعماری از سه‌گانه چینوا آچبه - علمی پژوهشی[۳۷]
- زیبایی‌شناسی اضطراب: اکفراسیس و جدال وجودی در بوف کور صادق هدایت از منظر فلسفه هایدگر - علمی پژوهشی[۳۸]
- بازآفرینی هملت در سینما:تحلیل تطبیقی اقتباس‌های لورنس اولیویه، کنت برانا و مایکل آلمریدا - علمی پژوهشی[۳۹]
- از پساحافظه تا مکان‌های تروماتوپیک: تحلیلی بر بازنمایی تروما در آثار وجدی معود - علمی پژوهشی[۴۰]

## داوری مقالات، فستیوال‌ها
- داوری مجلات علمی پژوهشی[۴۱]
- همایش ملی جلوه‌های فرهنگی کردستان<[۴۲]
- نخستین همایش بین المللی هورامان - دانشگاه کردستان - ۱۴۰۱ [۴۳]
- داوری فستیوال‌های متعدد بین‌المللی و ملی فیلم و تئاتر (داخل و خارج از کشور)[۴۴]

## پی‌نوشت‌ها و منابع
1. ↑   Khosro Sina.
2. ↑  (ایران تئاتر- بانک اطلاعات هنرمندان).
3. ↑  کور و افلیج (بازی در یک پرده)
4. ↑  (با بازی «شهین علیزاده» و «پرویز بزرگی» و…)
5. ↑  (برگزیدگان).
6. ↑  (نمایش های صحنه ای نهمین جشنواره تئاتر ماه).
7. ↑  «ژانی گه‌ل - وبسایت رسمی فیلم». بایگانی‌شده از اصلی در ۲۴ دسامبر ۲۰۰۸. دریافت‌شده در ۲۳ آوریل ۲۰۱۰.
8. ↑  (تلویزیون زاگرس)
9. ↑  «پایگاه خبری فیلم کوتاه». بایگانی‌شده از اصلی در ۳ مارس ۲۰۱۴. دریافت‌شده در ۲۳ آوریل ۲۰۱۰.
10. ↑  «سایت ایران تئاتر- بانک اطلاعاتی هنرمندان». بایگانی‌شده از روی نسخه اصلی در ۲۶ ژوئن ۲۰۰۹. دریافت‌شده در ۲۶ ژوئن ۲۰۰۹.
11. ↑  «ویدئوی مجموعه». بایگانی‌شده از اصلی در ۴ آوریل ۲۰۱۰. دریافت‌شده در ۲۳ آوریل ۲۰۱۰.
12. ↑  «شبکهٔ جهانی سحر- در مورد فیلم». بایگانی‌شده از اصلی در ۱۲ فوریه ۲۰۱۰. دریافت‌شده در ۲۳ آوریل ۲۰۱۰.
13. ↑  Eine Handvoll Gras (2000)
14. ↑  ا نمایش زنده
15. ↑  (دانشگاه آزاد اسلامی سنندج میزبان رشته نمایش می‌شود).
16. ↑   بایگانی‌شده  در ۱۵ اوت ۲۰۲۲ توسط Wayback Machine(پژوهشگران).
17. ↑  (سیویلیکا - صفحه همایش).
18. ↑  (دبیر علمی همایش منطقه‌ای هویت و سینمای کردی).
19. ↑   بایگانی‌شده  در ۱۵ اوت ۲۰۲۲ توسط Wayback Machine(جایزه ادبی کتاب سال کردستان، در حوزه هنر و معماری).
20. ↑  معرفی کتاب
21. ↑  سازمان اسناد و کتابخانه ملی ایران. «هویت فرهنگی و سینمای کُرد». بایگانی‌شده از اصلی در ۳۱ اوت ۲۰۱۷. دریافت‌شده در ۳۱ اوت ۲۰۱۷.
22. ↑  ا  بایگانی‌شده  در ۷ اوت ۲۰۱۲ توسط Wayback Machine (مقاله)
23. ↑   بایگانی‌شده  در ۲ مارس ۲۰۰۵ توسط Wayback Machine (magiran)
24. ↑  «سامانه داشبورد اطلاعات دانشی». بایگانی‌شده از اصلی در ۲۱ اوت ۲۰۲۲. دریافت‌شده در ۲۱ اوت ۲۰۲۲.
25. ↑  «مقالات پدیرفته شده». بایگانی‌شده از اصلی در ۶ نوامبر ۲۰۱۱. دریافت‌شده در ۲۸ اکتبر ۲۰۱۱.
26. ↑  ا  (مقاله)
27. ↑  ا
28. ↑  نور مگز
29. 1 2  مجله پژوهشنامه ادبیات کُردی
30. ↑  نور مگز
31. ↑  مجله جامعه پژوهی فرهنگی
32. ↑  ا  بایگانی‌شده  در ۱۷ مارس ۲۰۱۷ توسط Wayback Machine دوره 45، شماره 45، زمستان 1395،
33. ↑  «نشریه نامه هنرهای نمایشی و موسیقی». بایگانی‌شده از اصلی در ۱۱ سپتامبر ۲۰۲۲. دریافت‌شده در ۱۱ سپتامبر ۲۰۲۲.
34. ↑  نشریه  هنرهای زیبا
35. ↑  پژوهش‌نامه ادبیات کُردی
36. ↑  جامعه پژوهی فرهنگی
37. ↑  زبان و ادب فارسی
38. ↑  مطالعات بین رشته ای ادبیات، هنر و علوم انسانی
39. ↑  پژوهش های ادبیات تطبیقی
40. ↑  (داوری مجلات علمی).
41. ↑  (اولین همایش جلوه های فرهنگی استان کردستان).
42. ↑   بایگانی‌شده  در ۱۵ اوت ۲۰۲۲ توسط Wayback Machine(کمیته علمی همایش ).
43. ↑  (داوری فستیوال جهانی فیلم).